# György Dragomán
Dans le nom hongrois Dragomán György, le nom de famille précède le prénom, mais cet article utilise l’ordre habituel en français György Dragomán, où le prénom précède le nom.
György Dragomán ([ˈɟøɾɟ], [ˈdɾɒgoma:n]), né le 10 septembre 1973 à Târgu Mureș, est un écrivain et traducteur roumano-hongrois d'expression hongroise.

## Biographie
En 1988, György Dragomán et sa famille (de la minorité hongroise de Roumanie) quittent la Roumanie et émigrent en Hongrie. 
Il effectue ses études secondaires à Szombathely, puis de 1992 à 1998, il entre à l'Université Loránd Eötvös (Budapest) afin d'étudier l'anglais et la philosophie, puis s'inscrit au Eötvös József Collegium et au Láthatatlan Collegium. De 1998 à 2001, il reprend le chemin de l'université de la capitale hongroise pour un doctorat de littérature anglaise moderne.
Son premier roman, A pusztítás könyve, est publié en 2002 et, pour cet ouvrage, György Dragomán est le lauréat 2003 du prix Bródy Sándor.
Son deuxième roman, A fehér király paraît en 2005  et reçoit, en Hongrie, les prix Déry Tibor et Sándor Márai. Le livre est traduit dans plus de vingt pays et c'est le 26 mars 2009 que Gallimard en publie, dans sa collection Du monde entier, la traduction française, due à Joëlle Dufeuilly, sous le titre Le Roi blanc.
Parallèlement à son activité de romancier, György Dragomán traduit en hongrois des auteurs britanniques, entre autres, Samuel Beckett (Watt), James Joyce, Ian McEwan, Irvine Welsh (Trainspotting et Acid House).
Son grand-père est le muséologue et écrivain-géographe Pál Dragomán (hu) (1914-1993), et son père le dentiste Pal Dragomán.

## Œuvres

### Romans en version originale
- A pusztítás könyve (Le Livre de la destruction), Budapest, Balassi Kiadó, 2002, 297 p.  (ISBN 963506473X)
- A fehér király, Budapest, Magvető, 2005, 303 p.  (ISBN 9631424375)
- Máglya. Magvető Kiadó, Budapest, 2014,  (ISBN 978-963-14-2997-8)
- Oroszlánkórus (Un chœur de lions), 2015, recueil de nouvelles

### Romans traduits en français
- Le Roi blanc « A fehér király », trad. de Joëlle Dufeuilly, Paris, Éditions Gallimard, coll. « Du monde entier », 2009, 287 p.  (ISBN 978-2-07-078588-9)
- Le Bûcher « Máglya Regény », trad. de Joëlle Dufeuilly, Paris, Éditions Gallimard, coll. « Du monde entier », 2018, 528 p.  (ISBN 978-2-07-014999-5)

### Traductions
- Irvine Welsh : Trainspotting (1 et 2), Acid House
- Antony Miall–David Milsted, Miért nem bírjuk az angolokat?
- Samuel Beckett, Watt
- Mickey Donnelly, Ikeridő
- Attila Csáji, Time

## Distinctions
- 2002 : prix spécial de la revue Mozgó Világ, Soros-ösztöndíj
- 2003 : prix Sándor Bródy
- 2005 : Prix Tibor Déry
- 2006 : Prix Sándor Márai, pour Le Roi blanc, Artisjus-díj
- 2007 : Prix Attila József
- 2008 : Márciusi Ifjak Díj, Román Kultúra-díj, Mozgó Világ Nívódíj
- 2010 : Litera külön dicséret
- 2011 : Prix Jan Michalski de littérature, pour Le Roi blanc
- 2014 : Arany Medál-díj